# David E. Kuhl
Pour les articles homonymes, voir Kuhl.
David Edmund Kuhl, né le 27 octobre 1929 à Saint-Louis du Missouri, et mort le 28 mai 2017 à Ann Arbor, est un scientifique américain spécialisé en médecine nucléaire. Il a été chef du département de médecine nucléaire à l'Université du Michigan pendant 20 ans avant de prendre sa retraite en juin 2011.
Il est surtout connu pour être un pionnier dans le domaine de la tomographie par émission de positons.

## Biographie
En 1955, David Kuhl obtient une maîtrise de la Perelman School of Medicine (en) de l'Université de Pennsylvanie. En 1962, il fait sa résidence à l'hôpital de l'Université de Pennsylvanie (en). À cette époque, Kuhl développe une nouvelle méthode d'imagerie par tomographie et fabrique plusieurs instruments pour ce type d'imagerie. Ses inventions sont peaufinées lors des années 1970 et amèneront la création du domaine de la tomographie par émission de positons. 

## Prix et distinctions
- 1976 : Nuclear Pioneer décerné par la Society of Nuclear Medicine (en)[2]
- 1981 : Ernst Jung Prize (en)
- 2001 : Kettering Prize (en)
- 2009 : Prix japonais[3]